# Crossplane

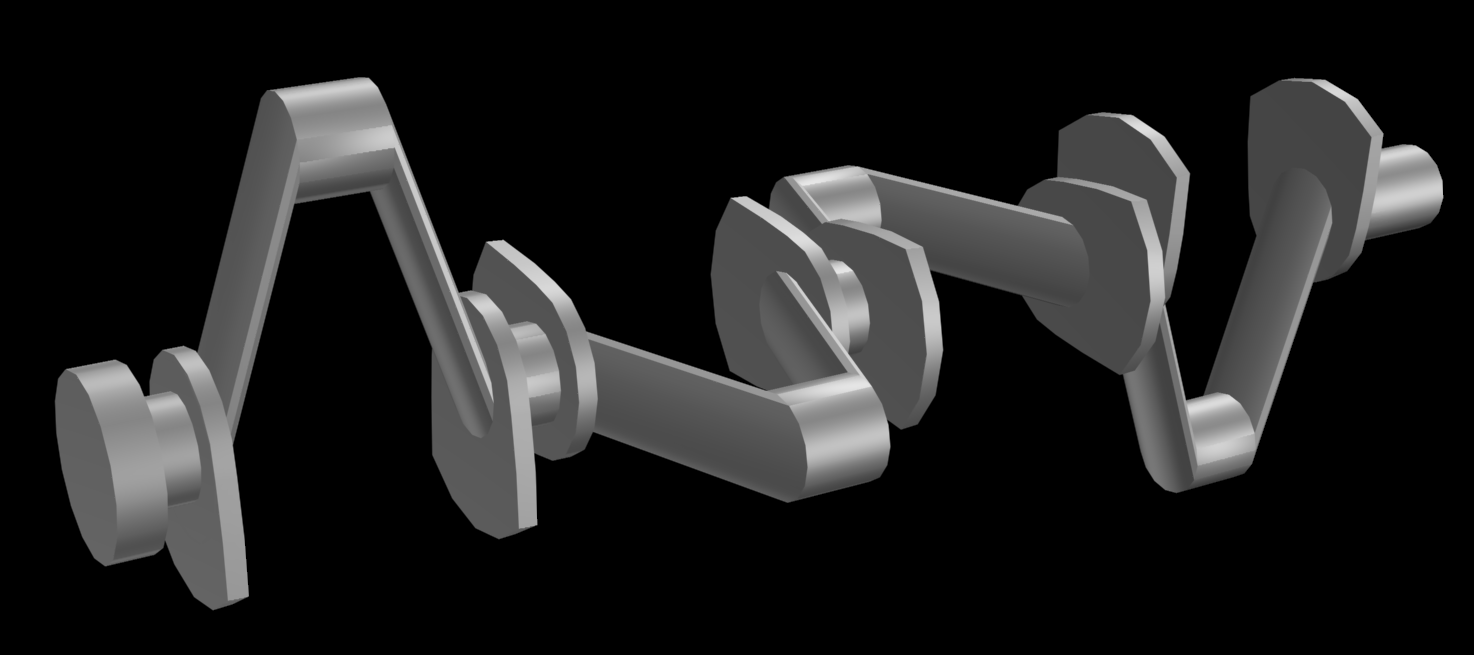
Schematisches 3D-Modell einer Crossplane-Kurbelwelle

Als Crossplane oder Cross-Plane wird eine bestimmte Bauart von Kurbelwellen für Hubkolbenmotoren bezeichnet. Die Crossplane-Kurbelwelle ist die bei V8-Motoren am häufigsten verwendete Bauart. Bei diesen Motoren teilen sich die Pleuel von je zwei gegenüberliegende Zylindern eines Vs einen gemeinsamen Hubzapfen.
Bei Crossplane-Kurbelwellen ist der Hubzapfenversatz, also der Winkel zwischen benachbarten Hubzapfen, 90°–180°–90°. In axialer Sicht betrachtet stehen die beiden Ebenen der jeweiligen Kurbelzapfen 90° gekreuzt zueinander, daher der Name Crossplane („gekreuzte Ebene“). Bei Kurbelwellen mit vier Kröpfungen und einem relativen Versatz von jeweils 180°–0°–180° wie bei einer herkömmlichen Reihenvierzylinder-Kurbelwelle – sitzen alle Kröpfungen in einer Ebene, man spricht dann von Flatplane.

## Achtzylinder-V-Motoren

### Zündfolgen

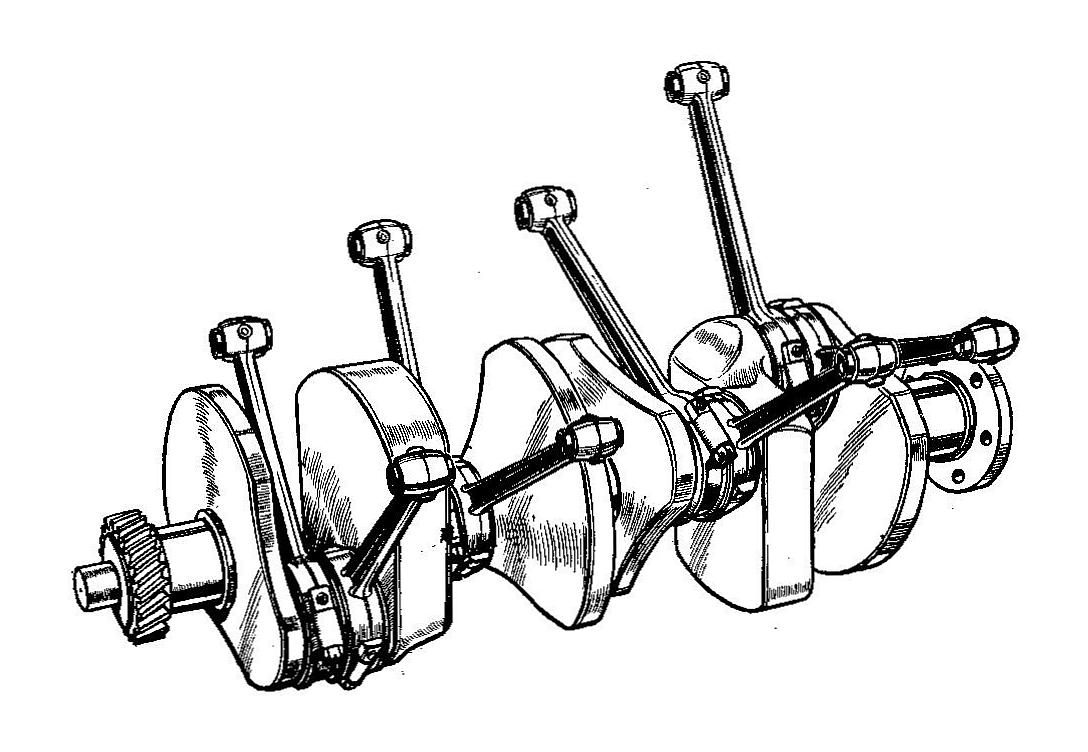
V8-Crossplane-Kurbelwelle mit Pleuel, Ford, 1935

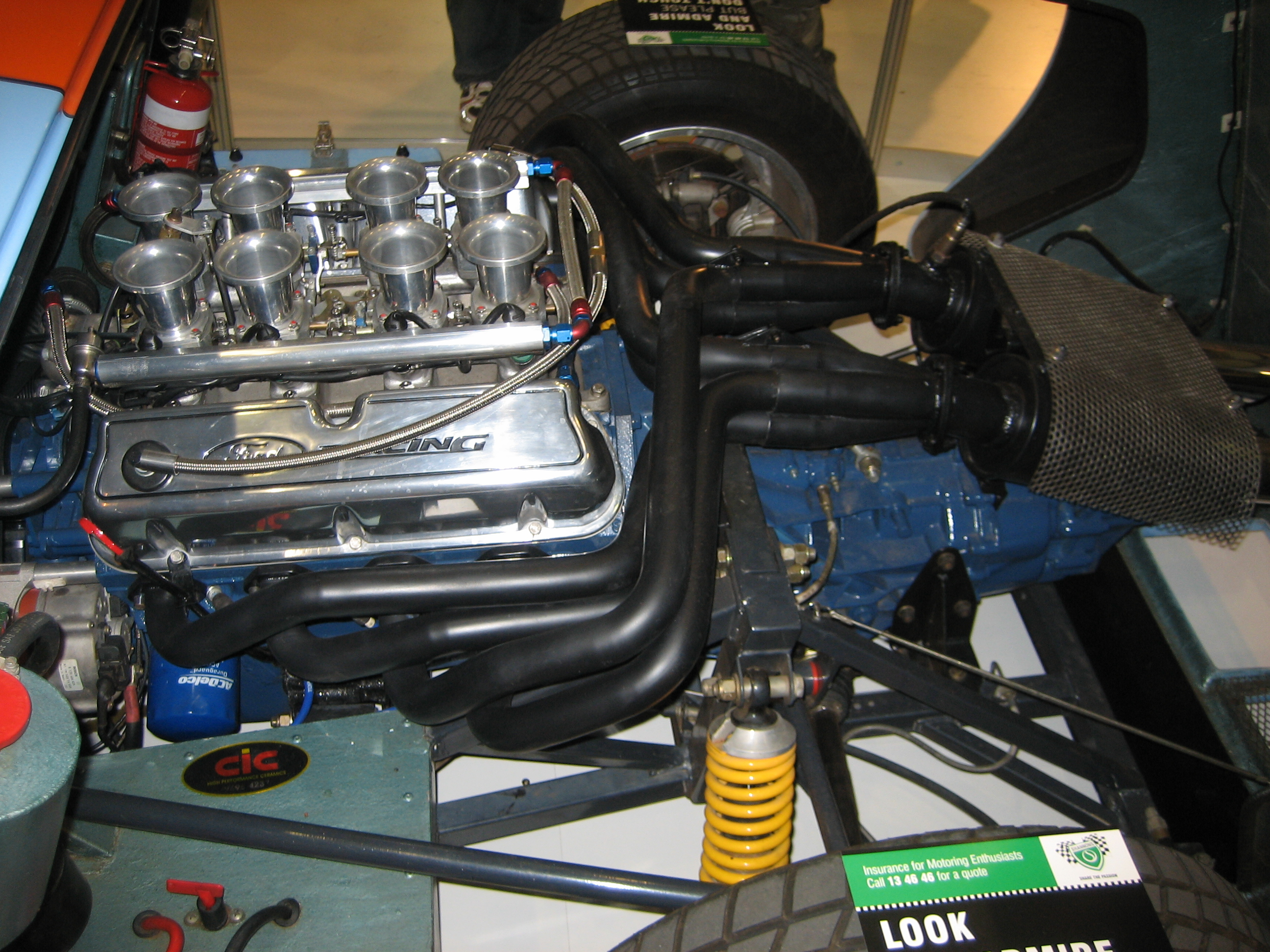
Rennmotor mit zweiflutiger „Schlangennest“-Auspuffanlage

Bei Achtzylinder-V-Viertaktmotoren mit 90° Zylinderbankwinkel ergibt sich für beide Bauarten (Crossplane oder Flatplane) ein gleichmäßiger Abstand der Arbeitstakte (Zündungen) von je 90° Kurbelwinkel (Acht Zylinder = acht Takte während 720° Kurbelwellendrehung). Während bei Flatplane-Motoren durch die von der Kurbelkinematik vorgegebene Zündfolge in der Gesamtschau immer abwechselnd ein Zylinder der linken und der rechten Zylinderbank nacheinander zündet (Beispiel: typische Zündfolge – nach amerikanischem Nummerierungsschema: 1-4-3-2-7-6-5-8, Seitenverteilung somit L-R-L-R-L-R-L-R) ergibt sich bei Crossplane-Motoren zwangsweise eine Zündfolge, bei der bei jeder Umdrehung einmal zwei Zylinder (Beispiel: Zündfolge 1-8-4-3-6-5-7-2, Seitenverteilung somit L-R-R-L-R-L-L-R) derselben Zylinderbank nacheinander einen Arbeitstakt ausführen. Diese Eigenart verursacht beim Crossplane-Motor durch den wechselweise stärker pulsierenden Druck in der linken und rechten Flut der Auspuffanlage (durch die doppelte, unmittelbar aufeinander folgende Beaufschlagung mit Abgas) ein charakteristisches Laufgeräusch ("Blubbern"), das üblicherweise mit großvolumigen US-Automobilen in Verbindung gebracht wird. Bei Hochleistungsmotoren mit zweiflutigen Auspuffanlagen werden die mittleren Zylinder einer Bank mit den äußeren Zylindern der anderen Bank zusammengefasst. Wegen der verschlungenen Rohrführung werden diese Auspuffanlagen auch „Schlangennest“ genannt.

### Massenausgleich
Bei V8-Motoren mit Flatplane-Kurbelwelle gleichen sich die Massenkräfte und -momente erster Ordnung innerhalb jeder Zylinderbank selbst aus, da jeweils, wie beim Vierzylinder-Reihenmotor, die zwei inneren und die zwei äußeren Kolben in symmetrischer, gegenläufiger Auf- oder Abwärtsbewegung sind. Die geometrisch bedingten unterschiedlichen Beschleunigungen durch die der auf- oder abwärts laufenden Kolben bewirken freie Kräfte zweiter Ordnung. Sie gleichen sich – genau wie beim Reihenvierzylinder – nicht aus.
Beim Crossplane-V8 entsteht ein freies Massenmoment erster Ordnung durch die ungleichmäßig versetzte Bewegung der Kolben pro Zylinderbank, jedoch kann dieses Moment durch große Gegenwichte an den vordersten und hintersten Kurbelwangen gut ausgeglichen werden. Die mittleren Kurbelwangen kommen wegen der Hebelverhältnisse mit kleineren Ausgleichsgewichten aus. Massenkräfte zweiter Ordnung gleichen sich beim Crossplane-Motor gut aus, da sie durch die asymmetrische Kolbenbewegung versetzt auftreten.
Somit hat der Crossplane-Motor eine relativ komfortable Laufruhe, jedoch um den Preis einer durch die Gegengewichte voluminösen und schweren Kurbelwelle, die viel Platz im Kurbelgehäuse erfordert und durch ihre hohe Massenträgheit langsamer in der Rotation beschleunigt oder verzögert werden kann. Andererseits setzt diese einfache Auswuchtbarkeit, alleine mit umlaufenden Gegengewichten an der Kurbelwelle ohne zusätzliche Ausgleichswellen, wenig Grenzen in Bezug auf die Dimensionen und Massen der oszillierenden Bauteile im Motor, so dass hier großvolumige, vergleichsweise langsam laufende Motoren gebaut werden können (Beispiel: Cadillac 500 CID, 500 cui = ca. 8,2 Liter Hubraum, ca. 400 SAE-PS bei 4400 min−1, 1970, zu seiner Zeit PKW-Serienmotor mit dem größten Hubraum). Crossplane-Motoren sind überwiegend als typische Antriebe US-amerikanischer „Straßenkreuzer“ bekannt.
Beim Flatplane-V8 kann den unkompensierten Massenkräften zweiter Ordnung nur durch Beschränkung auf geringere Hubräume und damit leichtere Kolben und Pleuel entgegengewirkt werden. Dafür sind wesentlich leichtere Gegengewichte zum Ausgleich der Massen der einzelnen Hubzapfen und Pleuel an den Kurbelwangen erforderlich, was den Bau kompakter und starker Sportmotoren mit tiefem Schwerpunkt ermöglicht. Beispiele sind der Ferrari 458 (alle Ferrari-V8, beginnend mit dem 308, sind Flatplane-Motoren) sowie der erfolgreiche Formel-1-Motor Cosworth-DFV.
Der Coventry-Climax-Formel-1-Motor FWMV 1,5-l-V8 wurde im Lauf seiner Entwicklung von Crossplane auf Flatplane umkonstruiert, und mit ihm erreichte 1963 im Lotus 25 und 1965 im Lotus 33 Jim Clark, den Weltmeistertitel.

## Vierzylinder-Reihenmotoren
Auch bei einigen Reihenvierzylindern in Motorrädern kommen Crossplane-Kurbelwellen zum Einsatz. Beispiele sind die Yamaha YZF-R1 ab 2009, die MotoGP-Rennmaschine Yamaha YZR-M1, die Yamaha MT-10 (Naked Bike seit 2016) oder auch der historische Fath-URS-Gespannmotor von Helmut Fath und Peter Kuhn. Der Motor der Yamaha YZF-R1 verwendet eine Ausgleichswelle zur Schwingungsverminderung.